# Josh Donaldson
Joshua Adam Donaldson (ur. 8 grudnia 1985) – amerykański baseballista występujący na pozycji trzeciobazowego w Atlanta Braves.

## Przebieg kariery
Donaldson studiował na Auburn University, gdzie w latach 2005–2007 grał w drużynie uniwersyteckiej Auburn Tigers. W czerwcu 2007 został wybrany w pierwszej rundzie draftu z numerem 48. przez Chicago Cubs, jednak rok później w ramach wymiany zawodników przeszedł do Oakland Athletics. W Major League Baseball zadebiutował 30 kwietnia 2010 w meczu przeciwko Toronto Blue Jays jako pinch hitter. Dzień później w meczu z Blue Jays zdobył pierwszego home runa w MLB. Po rozegraniu dziesięciu meczów w MLB, został przesunięty do zespołu farmerskiego Athletics, Sacramento River Cats z Triple-A, w którym grał również w sezonie 2011.
12 kwietnia 2013 w spotkaniu z Detroit Tigers w drugiej połowie dwunastej zmiany zdobył pierwszego walk-off home runa, zaś 7 czerwca 2013 w meczu z Chicago White Sox pierwszego grand slama w MLB.
W lipcu 2014 po raz pierwszy wystąpił w Meczu Gwiazd. W listopadzie 2014 w ramach wymiany zawodników przeszedł do Toronto Blue Jays. W 2015 zaliczył najwięcej RBI w American League (123), po raz pierwszy otrzymał nagrodę Silver Slugger Award i został wybrany najbardziej wartościowym zawodnikiem w lidze.
31 lipca 2018 został zawodnikiem Cleveland Indians, zaś w listopadzie 2018 Atlanta Braves.

## Nagrody i wyróżnienia
| Nagroda/wyróżnienie     | Lata             | Źródło |
| MVP American League     | 2015             | [ 10 ] |
| 3× All-Star             | 2014, 2015, 2016 | [ 8 ]  |
| 2× Silver Slugger Award | 2015, 2016       | [ 2 ]  |
| Hank Aaron Award        | 2015             | [ 2 ]  |